# Štěpán III. (papež)
Štěpán III. (IV.) (asi 720, Sicílie – 24. ledna 772) byl papežem od 1. srpna 768. Problematické číslování jeho jména je vysvětleno u Štěpána II.

## Životopis
Tento poslední papež původem ze Sicílie byl v době pontifikátu papeže Zachariáše vysvěcen na kněze a další svoji svoji kariéru vykonával v Lateránu.
Po smrti papeže sv. Pavla I. 28. června roku 767 nastalo v Itálii období, kdy různé mocenské kliky chtěly na Svatý stolec dosadit svého kandidáta. Vévoda Toto z Nepy s pomocí některých šlechticů a vojenského vpádu do Říma za papeže prosadil svého bratra Konstantina (II.), který byl však pouhým laikem. Část opozice se spojila s langobardským králem Desideriem a ten v létě roku 768 vtrhl do Říma a dosadil vlastního kandidáta, kněze Filipa. Ten však vykonával úřad papeže pouhý jeden den (31. červenec) a záhy byl vyhnán profranskou opozicí v čele s vysokým římským úředníkem Christoferem a jeho synem Sergiem. Ti prosadili řádnou volbu papeže, kterým se 1. srpna 768 stal právě Štěpán III.
Osud vzdoropapeže Konstantina II. a jeho příznivců se dostal do rukou Christofera, který je nechal zmrzačit či rovnou zabít, podobně byla potačena langobardská opozice, to vše bohužel za netečnosti nově zvoleného papeže.
Papež Štěpán svolal v dubnu roku 769 Lateránskou radu, která ve svých závěrech ustanovila, že na příště smí být papežem zvolena pouze vysvěcená osoba, ať již kněz či jáhen. Táto rada taktéž s konečnou platností prohlásila volbu Konstantina II. za neplatnou.
Orientace Říma byla sice otevřeně profranská, ale blízká smrt franského krále Pipina v září 768 tyto vztahy poněkud zkomplikovala, konkrétně zásluhou vlivné vdovy po tomto králi. Královna - matka Bertrada si prosadila sňatek mezi dcerou Desideria a jejím synem Karlem. Sňatková politika měla otupit vzájemné spory mezi oběma královstvími, ale zároveň dávala Desideriovi větší mocenský prostor v Itálii, k nelibosti papeže. Důkazem toho bylo například uvěznění ravenského arcibiskupa Lva a jeho nahrazení langobardským stoupencem Michalem.
Protifranská opozice v Římě využila tohoto stavu a v čele s Pavlem Afiartou, papežského komořího, rozehrála mocenskou hru proti svým úhlavním odpůrcům a papežovým rádcům Christoferovi a jeho synu Sergiovi. Oba byli označeni za zrádce a vůdce vzpoury proti papeži. Ten tomu uvěřil a uchýlil se na radu Afiarty pod ochranu Desideria. Když měl Afiarta volné ruce, nechal oba muže zatknout a oslepit. Starší z nich zemřel ve vězení, Sergio byl zavražděn a tajně zakopán.
Narušené vztahy mezi papežem a Franskou říší nezměnila ani smrt mladšího z králů Karlomana v prosinci roku 771 a to, že jedinou vládnoucí autoritou Franského království se stal Karel Veliký. Protifranská opozice ve Vatikánu byla stále silná a papež Štěpán III. i tak záhy zemřel. Narovnání vzahů a zúčtování s langobardskou opozicí bylo nyní na novém papeži Hadriánovi, který ke svým cílům volil rafinovanější a diplomatičtější cestu.